# Matjaž Kumelj
Matjaž Kumelj, slovenski pevec in maneken, * 2. april 1987, iz okolice Novega mesta (natančneje Prapreč pri Straži).
Leta 2012 je postal mister Slovenije 2012 za mistra universe (oz. mister universe Slovenije). Državo je zastopal na svetovnem izboru Mister Universe 2013, ki je potekal v Dominikanski republiki. Prvotno se je po ocenah komisije uvrstil v finale (med najboljših 12), prireditelji pa so za finale izbrali drugo dvanajsterico, med katero Kumlja ni bilo. Poleg Slovenije je kot maneken delal v Južni Koreji, na Tajskem in v Avstriji.
Glasbeno pot je začel v pevsko-plesni skupini 4play, ki je bila ustanovljena leta 2005. 2010 so se preimenovali v All 4 Play in bili aktivni nekako do leta 2014. Izdali so dva albuma: DJ (2009) in Nevarna igra (2010). Nastopili so na številnih domačih in tujih glasbenih festivalih (Pesem poletja, mednarodni festival v Zenici, MMS, EMA, Marco Polo, splitski in ohridski festival) in bili na njih večkrat nagrajeni. S pesmijo »Tarča« so zmagali na Pesmi poletja 2006, na EMI 2008 so bili z »DJ-jem« četrti, leto pozneje so prejeli nagrado diamant za najboljšo skupino v Sloveniji.
Po sodelovanju v prvi sezoni oddaje Znan obraz ima svoj glas (2014) se je Kumelj podal na samostojno glasbeno pot in jeseni istega leta izdal svoj prvi samostojni singel »Daj mi dan«. 2016 sta sledila »Kemija« in »Kako, zakaj?«, duet z Alenko Godec. Aprila 2017 bo nastopil na Slovenski popevki s pesmijo »Po svoji poti«.
Od junija 2015 igra vlogo Skyja v slovenski različici muzikala Mamma Mia!.

### Znan obraz ima svoj glas
Spomladi 2014 je Kumelj sodeloval v prvi sezoni šova Znan obraz ima svoj glas. Imitacija Pharrella Williamsa mu je prinesla zmago v 11. tednu. V prvih 11 oddajah mu ni uspelo zbrati dovolj točk, da bi tekmoval v finalu.
| Teden | Preobrazba        | Pevec                             |
| ----- | ----------------- | --------------------------------- |
| 1.    | George Michael    | "Don't Let the Sun Go Down on Me" |
| 2.    | Mika              | "Grace Kelly"                     |
| 3.    | Tomi Meglič       | "Pot v X"                         |
| 4.    | Ricky Martin      | "Livin' la Vida Loca"             |
| 5.    | Christina Perri   | "Jar of Hearts"                   |
| 6.    | Michael Bublé     | "Cry Me a River"                  |
| 7.    | Boy George        | "Karma Chameleon"                 |
| 8.    | Nino Robič        | "Ura brez kazalcev"               |
| 9.    | Toše Proeski      | "Jedina"                          |
| 10.   | Roy Orbison       | "Pretty Woman"                    |
| 11.   | Pharrell Williams | "Happy"                           |

### Diskografija
- 2014: Daj mi dan (g: Borut Ipavec)
- 2014: Božični čas − Znani obrazi
- 2016: Kemija (g: Nermin Puškar)
- 2016: Kako, zakaj? (g: Krešimir Tomec, Nermin Puškar) – feat. Alenka Godec
- 2017: Po svoji poti

### Nastopi na glasbenih festivalih

#### Slovenska popevka
- 2017: Po svoji poti (Krešimir Tomec, Matjaž Kumelj/Špela Tomec/Boštjan Grabnar)
- 2018: Živim na pol (Matjaž Kumelj/Rok Lunaček/Primož Grašič)